# Spiroloculina
Spiroloculina, en ocasiones erróneamente denominado Spiroculina y Spiroloculinina, es un género de foraminífero bentónico de la familia Spiroloculinidae, de la superfamilia Milioloidea, del suborden Miliolina y del orden Miliolida. Su especie tipo es Spiroloculina depressa. Su rango cronoestratigráfico abarca desde el Mioceno hasta la Actualidad.

## Clasificación
Se han descrito numerosas especies de Spiroloculina. Entre las especies más interesantes o más conocidas destacan:
- Spiroloculina antillarum
- Spiroloculina canaliculata
- Spiroloculina communis
- Spiroloculina dentata
- Spiroloculina depressa
- Spiroloculina kennetti
- Spiroloculina kennetti
- Spiroloculina tricarinata

Un listado completo de las especies descritas en el género Spiroloculina puede verse en el siguiente anexo.